# Affaire Julie Surprenant
Pour les articles homonymes, voir Surprenant.
L’affaire Julie Surprenant commence le 15 novembre 1999 à Terrebonne (Québec, Canada) lorsque Julie Surprenant, 16 ans, disparaît mystérieusement. Elle n'a jamais été retrouvée depuis. Richard Bouillon, le voisin des Surprenant, est présenté comme le suspect numéro un dans l'enquête mais n'a jamais été inculpé. En 2012, on apprend que ce dernier s'était confessé sur son lit de mort à deux employées de l'hôpital de Laval, en 2006, affirmant qu'il avait bien assassiné la jeune fille. Aujourd'hui, l'affaire demeure non résolue. Le 16 novembre 2014, une plaque commémorative est inaugurée sur le lieu présumé de son enlèvement. 